# システムコマンダー
システムコマンダーは米国V Communications社現(Avanquest USA社)の開発したブートローダであり、古くからマルチブートローダとして、販売されていた。
日本ではライフボート（同社は法人格が変遷しているが、現ライフボート設立時に、取り扱いは旧法人から現法人へ移っている。）がローカライズを行い長らく販売していた。日本での取り扱い法人が移行した際に、頭にLBと製品名に付記されるようになり、そのラインナップの一部では、シリーズ製品や、他社製品をバンドルしたパッケージもリリースされた。
2010の時点で、Avanquest USAには既にプロダクトの案内が消え、日本語版は現行製品であったが、Windows 7への対応や、後継製品は見られず、Windows 7以降は、LB ブートマネージャーを利用するように薦めていた。
上記のような開発上の都合もあり、日本では2011年12月9日に販売を終了、2012年3月9日に販売元によるサポートも終了している。
その後、パッケージの破損、傷などがある製品をアウトレットとして、49%引きの値段で販売しているが、サポートが終了しているため、自己責任での利用という注意書きが添えられている。

## 特徴
ブートローダとしての機能としては、所謂チェインローダに該当する。
パーティションのフラグの変更、システムファイルの置換等により、複数のシステムを共存する機能を持ち、パスワードによるHDDや、特定パーティションのロックも可能である。
システムコマンダー2000以降は、Windowsライクなグラフィカルユーザーインターフェイスを搭載し、OSの追加インストール、パーティショニングの補助を行う機能が追加された。
複数のOSをインストールすることを可能にするソフトウェアであるが、実態はブートローダであるため、インストール可能なOSはその本体が対応している事が求められ、ドライバなども用意し、単体でセットアップできるOSのみが共存可能ということになる。また、パーティションテーブルの置換などのトリッキーな実装はされていないため、基本領域の数や、ブート可能なインストール先など、OSや、PC/AT互換機の仕様が持つ制限事項もそのまま受けることになる。
後継製品では削除されてしまったが、パーティションコマンダー8には、テキストベースのOS選択を行える、システムコマンダーのサブセットであるSystemCommander Personalが添付されており、最低限のマルチブートを実現することが可能になっていた。
通常チェーンローダは、HDDにあるパーティションからのブートのみをサポートするが、メニューにはFDDからのブート項目が設定でき、メニューからもOS選択と同様にFDDからのブートが選択できる。
同様に、システムコマンダー8からは、メニューからの光学メディアブートもサポートする他、パーティション操作の機能は、パーティションコマンダー8の機能を包含し、Linux ReiserFS／Ext3パーティションへの対応、NTFSダイナミックディスクから標準NTFSへの変換、FATからNTFSへの変換などがサポートされ、パーティションコマンダーのスーパーセットといえる構成になった。
システムコマンダー7(Plus)と、パーティションコマンダー8をインストールした場合、上位の機能が有効になる形で統合され、ブートローダは、システムコマンダー、パーティション操作は、パーティションコマンダー8の機能となる。
システムコマンダー9では、Windows系のサーバOSのパーティション操作機能が削除され、Windows Vistaに正式対応している。

## 構造
HDD先頭のMBRと、そこから連続する領域に最低限のチェーンローダとしての機能が書き込まれており、追加機能が有効な場合は、それらを読み込み、ブートメニューに処理を移す。
それらが無効な場合は、エラーコードと共に、基本領域のパーティションIDとブートフラグを表示し、どのパーティションから起動するか選択する画面が表示され、最低限のローダとしての機能が確保される。
システムコマンダー2000迄の場合、本体部分は、最初に認識されるHDDの基本領域にファイルとして書き込まれるため、最初に認識されるHDDには基本領域のFAT16/32の領域が必要になる。
システムコマンダー7以降は、DOS98というMS-DOS/PC DOSのサブセットを含む仮想FAT32のファイルシステムをNTFS領域書き込む事によるインストールもサポートしている為、FATの領域が無いドライブへもインストールが可能になった。
但し、その構造から、インストール先パーティションの圧縮、著しい断片化等、MBRから本体を読み込むことが難しい状況にあるパーティションにインストールした場合、メイン部分の起動に失敗するケースが発生する。
最初に起動するコードは、MBR並びにそこから連続する数セクタに及ぶため、HDDのパーティションテーブルを握ってしまうソフトウェア(GoBack等)や、MBRに書き込まれ、2セクタ目移行も使用するようなプログラムとの共存は不可能である。
例外的に、MBRに書き込まれていた物に処理を移す機能もあり、一つに限られるが、ファイル化された元のMBRのコードを読み込み、処理を渡すことも可能になっている。
FATのパーティションのOSに対しては、システムファイルの置換により、同一のパーティションにフォルダ名を変更して複数のシステムをインストールすることも可能である。

## グラフィカルメニュー
VESA BIOS Extensionsを経由し描画されるため、本体のグラフィックBIOSが、VBEの仕様と互換性が低い場合、画面が崩れたり表示されないことがある。
パーティション操作、OS追加時の画面は、Windowsのインターフェイスを踏襲し、左下にスタートメニューに相当するメニューがあり、ウィンドウ内のメニュー等の操作は、Windowsと同じように利用できる。
マウス、キーボードもBIOSを経由し状態を取得しているため、本体BIOSがエミュレーションを行わない場合、USB接続などでは認識できないケースも見られる。
また、日本語版では日本語の入力、変換はサポートされないものの、メニューや、メッセージは日本語で表示される。但し、内部でも完全に対応しているわけではないため、長い文字列や、ラベルなどの情報表示などでは、レイアウトが崩れたり、文字化けしたりすることがある。

## その他
システムコマンダー7以降のパッケージ版CD-ROMは、ブート可能なメディアとなっていて、直接ブートすることが可能である。
インストールを行わない場合、マルチブートローダとしては利用できないが、パーティションの操作、OSインストールの補助等の機能は行うことが出来る。
但し、ログの書き込み先が無いため、処理を戻す作業を行うことはHDDインストールされたものでしか行うことは出来ない。
インストールの補助については、事前に既存パーティションを隠す設定や、パーティションの確保などインストールに必要な作業を規定された手順で実行するが、インストールプロセスに干渉するわけではないので、手順には注意が必要。
また、独自にドライバを持ってハードウェアにアクセスするように作られていないため、ハードウェアへのアクセスは、BIOSを経由する都合上、特殊な構造や接続のパーティションは非対応であり、パーティション操作などの作業は高速とは言い難く、安定した動作をするかどうかは、本体のBIOSや、環境が素直な物であるかどうかに依存する。